# Principio de continuidad laboral
En Derecho laboral, se conoce como el principio de continuidad laboral, a aquel principio que instruye al juez, ante duda, estimar la duración del contrato individual de trabajo en la mayor extensión posible según los hechos y la realidad demostrada. El trabajador debe tener en cuenta todo lo que el contrato establece y no puede arrepentirse después de haberlo firmado.
La naturaleza jurídica del principio se basa en que normalmente el trabajo es la principal fuente de ingreso económico del trabajador, por lo que el contrato debe considerarse lo más extenso posible, para así beneficiar al trabajador en la consolidación de situaciones jurídicas relacionadas con el trabajo.